# Delia kigeziana
Delia kigeziana este o specie de muște din genul Delia, familia Anthomyiidae. A fost descrisă pentru prima dată de Fritz Isidore van Emden în anul 1941.
Este endemică în Uganda. Conform Catalogue of Life specia Delia kigeziana nu are subspecii cunoscute.